# Панова, Аксана Рашидовна
Аксана (Оксана) Рашидовна Панова (род. 27 марта 1974, Чусовой, Пермская область) — советская и российская журналистка и предприниматель, основательница и шеф-редактор информационных агентств Ura.ru и Znak.com.

## Биография
Родилась 27 марта 1974 года в Чусовом в семье депортированного крымского татарина. В 1991 году окончила там же среднюю школу. После окончания факультета журналистики Уральского государственного университета работала в газете «Аргументы и факты», «Московский комсомолец» была специальным корреспондентом программы «Взгляд».
В 2000—2002 годах Панова совместно с супругом Иваном Ерёминым возглавляла уральское бюро информационного агентства Strana.ru. После развода Панова запустила в 2006 году собственный проект Ура.ру, вскоре ставший наиболее цитируемым СМИ Свердловской области. В декабре 2011 года стало известно о продаже Пановой 51 % акций агентства австрийской BF TEN Holding GmbH. Сумму сделки разные источники оценивали в 5—10 млн евро. В 2012 году под давлением властей Панова покинула Ура.ру и с большей частью прежней редакции открыла проект Znak.com. Впоследствии выяснилось, что BF TEN Holding GmbH это структура предпринимателей Артёма Бикова и Алексея Боброва, близких к губернатору Куйвашеву, с помощью которых он получил контроль над Ура.ру с помощью журналиста Михаила Вьюгина, который в целях завладения изданием пошёл на открытый конфликт с Пановой и своим долговременным напарником Дмитрием Колезевым (процесс сопровождался написанием открытых писем).
В 2013 году Панова возглавляла предвыборный штаб Евгения Ройзмана на выборах главы Екатеринбурга.
В 2014 году на Панову было заведено несколько уголовных дел по обвинениям в вымогательстве и принуждению к совершению сделки. 9 января 2014 года она была приговорена к штрафу в размере 400 тыс. руб. и двум годам лишения свободы условно с испытательным сроком в три года и двухлетним запретом на работу в СМИ. В мае 2014 года этот приговор был отменён в части запрета на работу в СМИ. В октябре 2014 года агентство Ура.ру подало к Пановой иск о возмещении ущерба на сумму 27,6 млн рублей. Сама Панова заявляла, что все дела против неё носят политическую окраску. Кассационные жалобы были отклонены.
В январе 2018 года в интервью Юрию Дудю Евгений Ройзман подтвердил информацию о любовном треугольнике между ним, Пановой и Евгением Куйвашевым.

## Семья
Воспитывает троих детей — двух сыновей и дочь. 21 августа 2014 года родила двойняшек (мальчика и девочку) от Ройзмана (высказывались предположения, что дети были получены методом ЭКО). Одному из новорождённых потребовалась срочная медицинская помощь. В организации авиаперевозки ребёнка на лечение в Москву Пановой, находившейся в то время под подпиской о невыезде, помогал лично Евгений Куйвашев.
Осенью 2013 года у Пановой случился выкидыш, отцом ребёнка также называют Евгения Ройзмана. Высказывались подозрения, что выкидыш являлся симуляцией с целью уйти от преследования силовиков, которые именно в это время занимались делами Пановой.